# 그린광학
그린광학은 대한민국의 광학 기기 제조업체이다.

## 역사
1997년 8월 청주대 물리광학과와 동 대학원에서 석사 과정을 졸업한 조현일 대표가 설립하여 1999년 4월에 주식회사로 법인 전환하였다.
2025년 7월 11일, 주관사를 신영증권으로 상장 예비심사를 신청하였다.

## 상훈
2015 중소기업 융합대전 대통령상, 2018·2021 삼성디스플레이 최우수 기여상을 수상한 적이 있다.